# Ivan Ratkić
Ivan Ratkić (* 23. Februar 1986 in Zagreb) ist ein ehemaliger kroatischer Skirennläufer. Er nahm an drei Weltmeisterschaften sowie an zwei Olympischen Spielen teil und startete von 2007 bis 2010 in mehreren Weltcuprennen.

## Karriere
Sein erstes FIS-Rennen bestritt Ratkić im November 2001. Von 2003 bis 2006 nahm er an den Juniorenweltmeisterschaften teil, bestes Ergebnis dabei war der 26. Platz im Super-G 2006. Bereits 2005 startete er bei den Weltmeisterschaften in Bormio und kam im Riesenslalom auf den 38. Rang. Bei den Olympischen Winterspielen 2006 in Turin belegte er im Super-G den 36. Platz, im Riesenslalom und in der Super-Kombination fiel er aus. Ähnliche Resultate erreichte er auch bei den Weltmeisterschaften 2007 in Åre, beste Platzierung war der 31. Rang in der Super-Kombination.
Am 29. November 2007 nahm der Kroate in der Super-Kombination von Beaver Creek erstmals an einem Weltcuprennen teil, fiel aber in der Abfahrt aus. Im Februar 2009 erreichte er bei den Weltmeisterschaften in Val-d’Isère den 13. Platz in der Super-Kombination und den 31. Rang im Super-G. Im selben Monat gelang ihm in seinem vierten Weltcuprennen das erste zählbare Resultat: In der Super-Kombination von Sestriere belegte er Rang 38. Den ersten und einzigen Weltcuppunkt seiner Karriere gewann Ratkić am 4. Dezember 2009 als 30. der Super-Kombination von Beaver Creek. Bei den Olympischen Winterspielen 2010 in Vancouver belegte er Platz 26 im Super-G und Rang 41 in der Abfahrt. In der Super-Kombination schied er im Abfahrtslauf aus. Nach Ende der Saison 2009/2010 verlor Ratkić seine Kaderzugehörigkeit im kroatischen Skiverband, worauf er seine Karriere beendete.

## Sportliche Erfolge

### Olympische Winterspiele
- Turin 2006: 36. Super-G
- Vancouver 2010: 26. Super-G, 41. Abfahrt

### Weltmeisterschaften
- Bormio 2005: 38. Riesenslalom
- Åre 2007: 31. Super-Kombination, 45. Abfahrt, 51. Super-G
- Val-d’Isère 2009: 13. Super-Kombination, 31. Super-G

### Juniorenweltmeisterschaften
- Briançonnais 2003: 49. Super-G, 59. Abfahrt
- Maribor 2004: 53. Abfahrt, 55. Super-G, 56. Riesenslalom
- Bardonecchia 2005: 40. Super-G, 45. Riesenslalom, 55. Abfahrt
- Québec 2006: 26. Super-G, 50. Abfahrt